# Dominions de la Suède

Territoire de l'Empire suédois après le Traité de Roskilde de 1658

Les Dominions de la Suède ou Svenska besittningar sont historiquement des territoires sous contrôle de la Couronne suédoise mais qui n'ont jamais été pleinement intégrés à cette dernière. Ces territoires étaient généralement administrés par un Gouverneur-général du royaume de Suède, mais avec certaines différences avec la Suède propre comme leur système politique.
Conformément à l'Acte gouvernemental de 1634, les dominions ne sont pas représentés au parlement suédois, le Riksdag.
La Finlande suédoise n'était pas un dominion, mais faisait partie intégrante des Territoires de Suède.

## Dominions baltes
Entre 1561 et 1629, la Suède réalise des conquêtes dans la Baltique orientale. Celles-ci ont été perdus en conformité avec le Traité de Nystad en 1721, qui a conclu la Grande Guerre du Nord.

## Dominion scandinave
Le Royaume de Suède s'est élargi vers le sud à la suite des traités de paix de Brömsebro (1645) et de Roskilde (1658). Les territoires de Blekinge, de Bohuslän, de Halland et de Scanie ont été cédés par le Danemark. Ils ont ensuite été gardés avec succès lors la Guerre de Scanie (1674-1679). Selon les traités de paix, les provinces ont conservé leurs anciennes lois et privilèges, et ont d'abord été administrées comme des dominions. Un processus graduel d'intégration a été achevée en 1721.

## Dominions continentaux
Grâce aux petites possessions de principautés allemandes, les rois de Suède dans leur rôle de princes et de ducs ont pris part aux régimes allemands du Saint-Empire romain germanique de 1648 jusqu'à sa dissolution en 1806.